# Küstenfunkstelle Borkum
Die Küstenfunkstelle Borkum war die erste Küstenfunkstelle in Deutschland. Auf Initiative des Norddeutschen Lloyds wurden der elektrische Leuchtturm auf Borkum und das rund 30 Kilometer nordwestlich der Insel liegende Feuerschiff Borkumriff mit Marconianlagen zur drahtlosen Telegrafie ausgerüstet, um Schiffsankünfte den Zielhäfen genauer zu melden. Das Feuerschiff Borkumriff meldete die gesichteten Lloyd-Schiffe drahtlos an den Leuchtturm auf Borkum, von dem die Nachricht dann per Kabel nach Bremerhaven weiter telegrafiert wurde. Die Küstenfunkstelle ging am 15. Mai 1900 in Betrieb.

## Radarstation und Sendemast

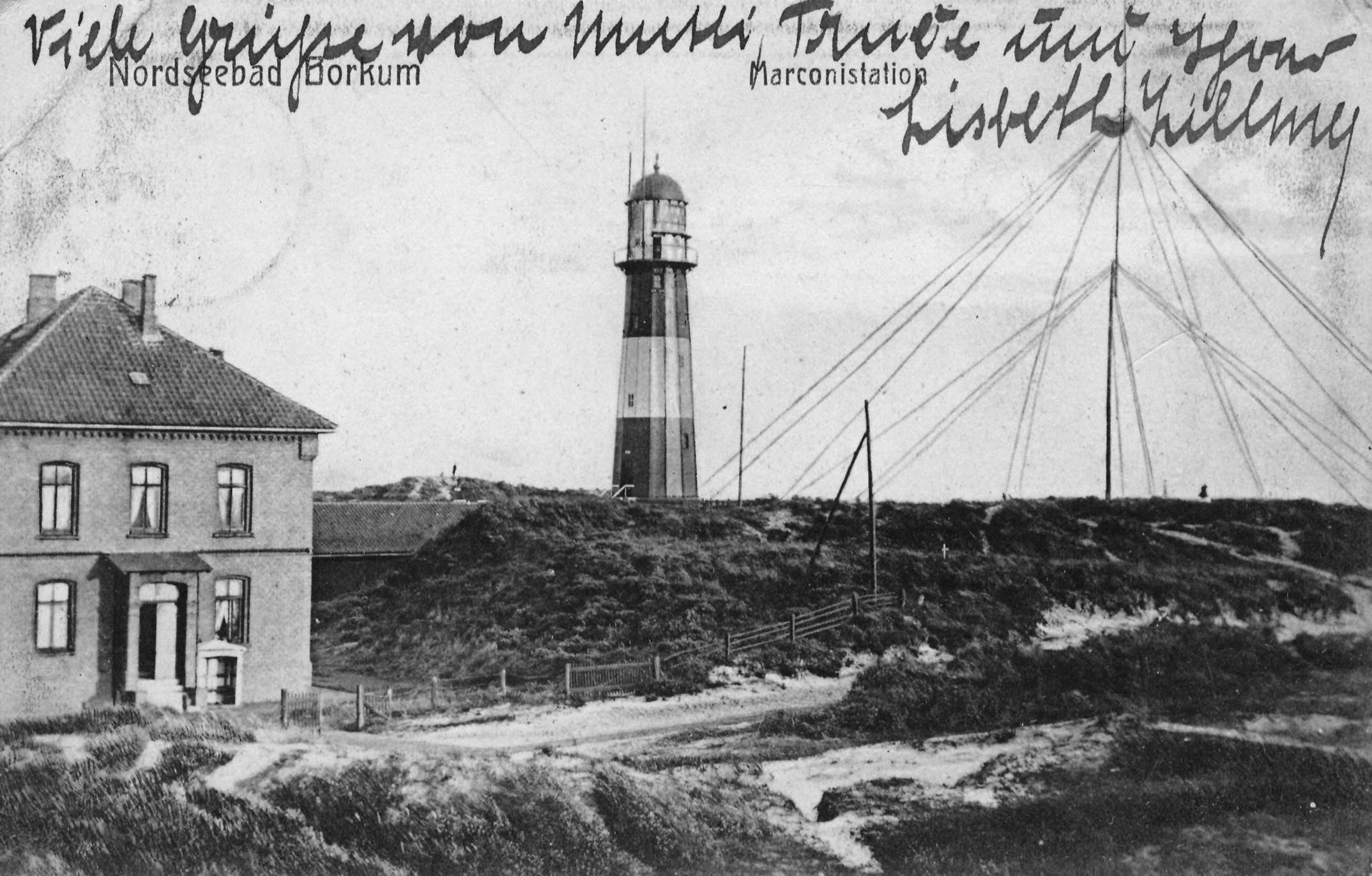
Leuchtturm und Sendemast im Jahr 1909

1966 wurde der kleine Leuchtturm Borkum zur Radarstation umgebaut. Nach der Umrüstung wurde im Jahr 1967 neben dem Leuchtturm von der Firma Hein Lehmann ein 55 m hoher, in zwei Ebenen abgespannter Stahlfachwerkmast für die Realisierung einer Richtfunkverbindung zur Übermittlung der Radardaten an die Verkehrszentrale des Wasser- und Schiffahrtsamtes in Emden errichtet. 1988 wurde dieser Sendemast um 12 m erhöht, so dass seine Höhe heute 67 m beträgt.